# The Kyiv Independent
The Kyiv Independent je anglicky psané ukrajinské médium založené v roce 2021 někdejším redakčním personálem Kyiv Post.
V roce 2021 se zaměstnanci Kyiv Post dostali do sporu s novým vlastníkem novin kvůli redakční nezávislosti. Majitel Adnan Kivan noviny zavřel a zaměstnance redakce propustil. V návaznosti na to bývalá redakce novin Kyiv Post založila The Kyiv Independent. To se podařilo s pomocí mimořádného grantu od Evropské nadace pro demokracii. Od té doby se stal zdrojem financování crowdfunding.
The Kyiv Independent je znám svým zpravodajstvím o ruské invazi na Ukrajinu v roce 2022, v souvislosti s čímž se stal jedním z nejčtenějších médií na Ukrajině.
Provozním ředitelem a současně politickým redaktorem se stal Oleksij Sorokin. Šéfredaktorkou byla v únoru 2022 Olga Rudenko. V březnu 2022 referovala česká média o Daryně Ševčenkové jako výkonné ředitelce The Kyiv Independent.